# Власна функція
Вла́сною фу́нкцією лінійного оператора {\displaystyle L} із власним значенням {\displaystyle \lambda } називається така ненульова функція {\displaystyle f}, для якої виконується співвідношення
{\displaystyle L(f)=\lambda f,}
де {\displaystyle \lambda } це певне число (дійсне або комплексне). Таким чином, дія оператора {\displaystyle L} на його власну функцію {\displaystyle f} зводиться до множення {\displaystyle f} на число {\displaystyle \lambda .} Поняття власної функції — це зразок загального поняття власного вектора лінійного оператора, коли роль векторів відіграють функції. Зокрема, воно широко застосовується
у теорії диференціальних і інтегральних операторів. Якщо {\displaystyle L} — це оператор Шредінгера з квантової механіки, то його власні функції мають зміст векторів стаціонарного стану, а власні значення відповідають енергії (див. Стаціонарне рівняння Шредінгера). Переважна більшість спеціальних функцій і всі ортогональні поліноми, які розглядаються у математиці і фізиці, є власними функціями певних диференціальних операторів.
Якщо для оператора існує більш за одну лінійно незалежну власну функцію із однаковим власним значенням {\displaystyle \lambda }, то таке власне значення називається виродженим. 
Множина всіх власних значень оператора {\displaystyle L} належить до спектра
{\displaystyle L}, але взагалі спектр оператора містить також {\displaystyle \lambda ,}
що не є власними числами.

## Приклади
1. Розглянемо зміну напрямку {\displaystyle x\mapsto -x} на числовій осі {\displaystyle \mathbb {R} }. Це — відображення {\displaystyle \mathbb {R} } до себе, що приводить до лінійного оператора {\displaystyle S,} що діє на функціях на {\displaystyle \mathbb {R} } за формулою
{\displaystyle Sf(x)=f(-x).}
Власними функціями {\displaystyle S} є всі парні функції, що відповідають власному значенню 1, і всі непарні функції, що відповідають власному значенню -1, за винятком функції {\displaystyle 0.} Функції, які не є ні парними, ні непарними, не належать до власних функцій даного оператора. Спектр даного оператора збігається із множиною власних значень і складається із двох чисел: 1 та -1. Обидва власні значення вироджені, оскільки існує безліч парних чи непарних функцій.
2. Для оператора похідної {\displaystyle {\frac {d}{dx}}} у просторі всіх диференційовних дійснозначних функцій однієї змінної {\displaystyle x}, експоненціальна функція {\displaystyle e^{kx},k\in \mathbb {R} } є власною функцією із власним значенням {\displaystyle k.} У теорії диференціальних рівнянь доводиться, що будь-яка функція {\displaystyle f(x),} що задовольняє 
{\displaystyle {\frac {df}{dx}}=kf,}
має вигляд {\displaystyle f(x)=Ce^{kx},} тобто пропорційна {\displaystyle e^{kx}.} Тому жодне із власних значень не є виродженим. Якщо поширити простір, на якому діє {\displaystyle {\frac {d}{dx}},} до простору всіх диференційовних комплекснозначних функцій, то будь-яка власна функція {\displaystyle {\frac {d}{dx}}} пропорційна комплексній експоненціальній функції {\displaystyle e^{kx},k\in \mathbb {C} .}
3. Поліноми Лежандра
{\displaystyle P_{l}(z)={\frac {(-1)^{l}}{2^{l}l!}}{\frac {d^{l}}{dz^{l}}}(1-z^{2})^{l}}
є власними функціями диференціального оператора
{\displaystyle L=(1-z^{2}){\frac {d^{2}}{dz^{2}}}-2z{\frac {d}{dz}}}
з власними значеннями {\displaystyle \lambda =-l(l+1).} Ці функції — скінченні у точках {\displaystyle z=\pm 1,} і будь-яка власна функція {\displaystyle L} скінченна у {\displaystyle z=\pm 1} пропорційна до певного {\displaystyle P_{l}(z),l=0,1,2,\ldots .}